# Ambovombe
Ambovombe eller Ambovombe-Androy er en kommune og en by ved kysten sydligst på Madagaskar.
Byen er regionshovedstad i Androy og distriktet med samme navn Ambovombe.

## Geografi
Byen ligger ca. 110 km vest for Tôlanaro ved den nationale hovedvej 13 mellem Ihosy og Tolagnaro (Fort-Dauphin).

## Undervisning
Byen har en skole drevet af Alliance Française.